# Luis Bernardino Núñez Villacís

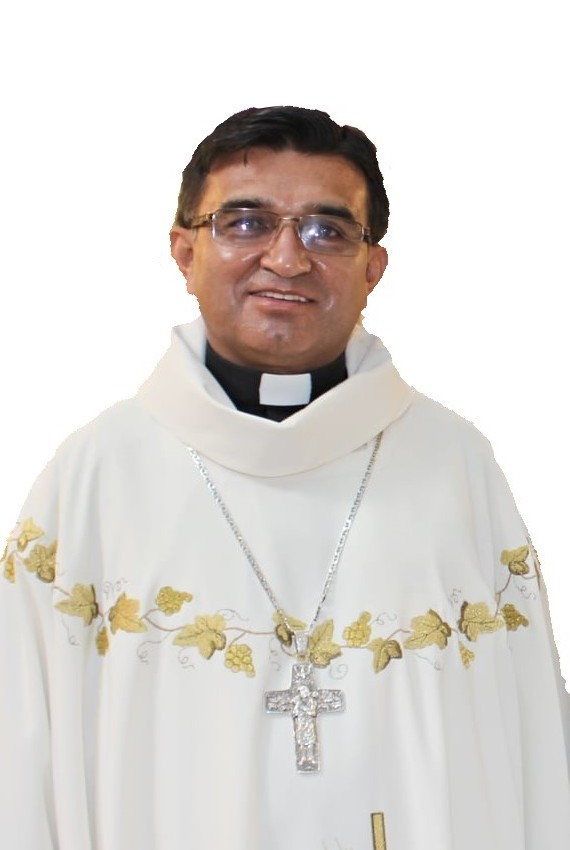
Luis Bernardino Núñez Villacís, 2021

Luis Bernardino Núñez Villacís (* 27. Mai 1963 in Ambato) ist ein ecuadorianischer Geistlicher und ehemaliger ernannter römisch-katholischer Bischof von Tulcán.

## Leben
Luis Bernardino Núñez Villacís leistete von 1982 bis 1983 Militärdienst bei den Fuerzas Armadas del Ecuador. Anschließend trat er in das Priesterseminar San José in Quito ein. Von 1983 bis 1990 studierte Núñez Villacís Philosophie und Katholische Theologie an der Päpstlichen Katholischen Universität von Ecuador. Am 29. Juni 1990 empfing er das Sakrament der Priesterweihe für das Bistum Ambato.
Anschließend war Luis Bernardino Núñez Villacís als Pfarrer verschiedener Pfarreien im Bistum Ambato tätig. Daneben absolvierte er 1992 am Instituto Teológico Pastoral para América Latina (ITEPAL) in Bogotá einen Kurs im Fach Missionswissenschaft. 1995 erwarb er an der Päpstlichen Katholischen Universität von Ecuador mit der Arbeit Los laicos: signo de unidad del mundo y de la Iglesia („Die Laien: Zeichen der Einheit in der Welt und in der Kirche“) einen Magister im Fach Katholische Theologie. Später wurde Núñez Villacís für weiterführende Studien nach Italien entsandt, die er 2006 an der Theologischen Fakultät des Triveneto in Padua mit einem Lizenziat im Fach Pastoraltheologie abschloss. Nach der Rückkehr in seine Heimat lehrte Luis Bernardino Núñez Villacís am Seminario Mayor Cristo Sacerdote. Zudem war er Vizerektor des Kleinen Seminars San Pio X und Bischofsvikar für die ländliche Pastoral sowie Mitglied des Priesterrats des Bistums Ambato. 2013 erwarb er an der Universidad del Norte in Barranquilla einen Abschluss im Fach Familienpastoral. Ab 2015 wirkte Núñez Villacís als Generalvikar des Bistums Ambato und Pfarrer der Pfarrei San Antonio de Padua in Ambato.
Papst Franziskus ernannte ihn am 5. Juli 2021 zum Bischof von Tulcán. Am 6. August desselben Jahres nahm Papst Franziskus den von Luis Bernardino Núñez Villacís vor der Bischofsweihe vorgebrachten Verzicht auf dieses Amt an.